# Сенная (приток Лухтонги)
Сенная — река в России, протекает по Коношскому району Архангельской области. Устье реки находится в 23 км по правому берегу реки Лухтонга. Длина реки составляет 11 км.
Сенная берёт начало на северной окраине деревни Алексеевская (Муниципальное образование «Ерцевское») в 6 км к юго-западу от посёлка Ерцево. Течёт на восток по заболоченному лесу, впадает в Лухтонгу рядом с посёлком Лухтонга.

## Данные водного реестра
По данным государственного водного реестра России относится к Двинско-Печорскому бассейновому округу, водохозяйственный участок реки — озеро Кубенское и реки Сухона от истока до Кубенского гидроузла, речной подбассейн реки — Сухона. Речной бассейн реки — Северная Двина.
Код объекта в государственном водном реестре — 03020100112103000005306.